# Lady Saw
Lady Saw, pseudonimo di Marion Hall (12 luglio 1972), è una cantante giamaicana.

## Discografia
Album studio
- Lover Girl (1994)
- Give Me The Reason (1996)
- Passion (1997)
- 99 Ways (1998)
- Strip Tease (2004)
- Walk Out (2007)
- My Way (2010)
- Alter Ego (2014)

Raccolte
- Raw, the Best of Lady Saw (1998)